# Parafia Narodzenia Najświętszej Maryi Panny w Kończycach Małych
Parafia pod wezwaniem Narodzenia Najświętszej Maryi Panny w Kończycach Małych – parafia rzymskokatolicka znajdująca się w Kończycach Małych. Parafia należy do dekanatu strumieńskiego diecezji bielsko-żywieckiej. W 2005 roku do parafii należało 3000 katolików.  Dekretem biskupa bielsko-żywieckiego Tadeusza Rakoczego 16 listopada 1999 roku w parafii zostało ustanowione sanktuarium Matki Bożej Kończyckiej.

## Historia

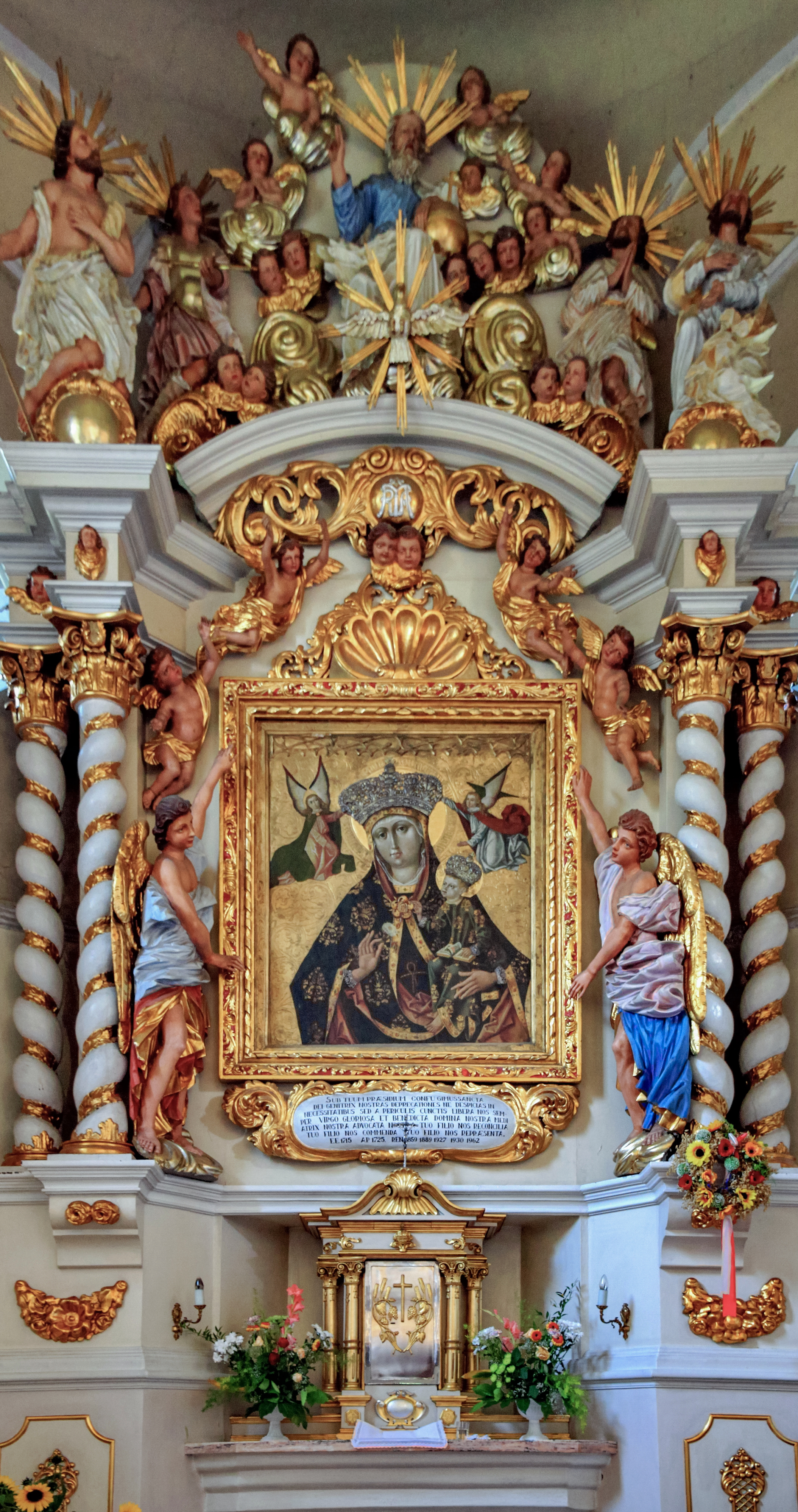
Obraz Matki Boskiej Kończyckiej

W sprawozdaniu z poboru świętopietrza z 1335 w diecezji wrocławskiej na rzecz papiestwa sporządzonego przez nuncjusza papieskiego Galharda z Cahors wśród 10 parafii archiprezbiteratu w Cieszynie wymieniona jest parafia w miejscowości Cunczendorf, jednak trudno rozstrzygnąć czy chodzi o Kończyce Małe czy Wielkie, jednak z dużej należnej kwoty można przyjąć, że świętopietrze płaciły obie parafie wspólnie.
W czasie reformacji istniejący kościół dostał się w ręce protestantów, w 1654 roku został im odebrany przez specjalną komisję.
Na miejscu poprzedniego drewnianego kościoła w 1713 roku wybudowano nowy  murowany kościół. W jego wnętrzu znajduje się otaczany czcią przez miejscową ludność obraz Matki Boskiej Kończyckiej z początku XVI wieku. Samodzielna parafia erygowana została 18 listopada 1909 roku, wyodrębniła się z parafii pw. św. Anny w Pruchnej. W archiwum parafialnym znajdują się księgi chrztów, ślubów i zgonów począwszy od 1830 roku (proboszczowie w Pruchnej po 1784 roku prowadzili osobne księgi dla danych miejscowości, a po utworzeniu parafii w 1908 roku księga, obejmująca Kończyce Małe, trafiła do tej miejscowości). Funkcję proboszcza w latach 2015-2020 roku pełnił Edward Kobiesa